# Pakisztán az 1976. évi nyári olimpiai játékokon
Pakisztán a kanadai Montréalban megrendezett 1976. évi nyári olimpiai játékok egyik részt vevő nemzete volt. Az országot az olimpián 5 sportágban 24 sportoló képviselte, akik összesen 1 érmet szereztek.

## Érmesek
| Érem  | Versenyző | Sportág   | Versenyszám |
| ----- | --- | --------- | ----------- |
| Bronz | Nemzeti válogatott Mudassar Asghar Arshad Ali Chaudry Manzoorul Hasan Manzoor Hussain Islahuddin Hanif Khan Samiullah Khan Arshad Mahmood Saleem Nazim Abdul Rashid Akhtar Rasool Shahnaz Sheikh Saleem Sherwani Iftikhar Syed Munawaruz Zaman Qamar Zia | Gyeplabda | Férfi       |

## Atlétika
Férfi
| Versenyző         | Versenyszám | Előfutam | Előfutam | Előfutam | Elődöntő | Elődöntő | Elődöntő | Döntő   | Döntő    |
| Versenyző         | Versenyszám | Idő      | Hely.    | Össz.    | Idő      | Hely.    | Össz.    | Idő     | Helyezés |
| ----------------- | ----------- | -------- | -------- | -------- | -------- | -------- | -------- | ------- | -------- |
| Muhammad Younis   | 800 m       | 1:48,50  | 7.       | 23.      | kiesett  | kiesett  | kiesett  | kiesett | kiesett  |
| Muhammad Siddique | 1500 m      | 3:45,59  | 9.       | 37.      | kiesett  | kiesett  | kiesett  | kiesett | kiesett  |

## Birkózás
Szabadfogású
| Versenyző             | Versenyszám | 1. forduló                                  | 2. forduló                         | 3. forduló                    | 4. forduló        | 5. forduló        | 6. forduló        | Döntő             | Helyezés    |
| Versenyző             | Versenyszám | Ellenfél Eredmény                           | Ellenfél Eredmény                  | Ellenfél Eredmény             | Ellenfél Eredmény | Ellenfél Eredmény | Ellenfél Eredmény | Ellenfél Eredmény | Helyezés    |
| --------------------- | ----------- | ------------------------------------------- | ---------------------------------- | ----------------------------- | ----------------- | ----------------- | ----------------- | ----------------- | ----------- |
| Ditta Allah           | 57 kg       | Joe Corso (USA) · 8-20                      | Arai Maszao (JPN) · kétvállas      | kiesett                       | kiesett           | kiesett           | kiesett           | kiesett           | helyezetlen |
| Muhammad Salah-ud-din | 90 kg       | Dashdorjiin Tserentogtokh (MGL) · kétvállas | Paweł Kurczewski (POL) · kétvállas | Keijo Manni (FIN) · kétvállas | kiesett           | kiesett           | kiesett           | kiesett           | helyezetlen |

## Gyeplabda
| Pakisztáni férfi gyeplabdacsapat-játékoskeret                                                                                          | Pakisztáni férfi gyeplabdacsapat-játékoskeret                                                                                  |
| --- | --- |
| - Mudassar Asghar - Arshad Ali Chaudry - Manzoorul Hasan - Manzoor Hussain - Islahuddin - Hanif Khan - Samiullah Khan - Arshad Mahmood | - Saleem Nazim - Abdul Rashid - Akhtar Rasool - Shahnaz Sheikh - Saleem Sherwani - Iftikhar Syed - Munawaruz Zaman - Qamar Zia |

### Eredmények
Csoportkör
B csoport
| Csapat              | M | Gy | D | V | G+ | G– | Gk  | P |
| ------------------- | - | -- | - | - | -- | -- | --- | - |
| Pakisztán (PAK)     | 4 | 3  | 1 | 0 | 16 | 6  | +10 | 7 |
| Spanyolország (ESP) | 4 | 1  | 2 | 1 | 9  | 7  | +2  | 4 |
| Új-Zéland (NZL)     | 4 | 1  | 2 | 1 | 6  | 8  | –2  | 4 |
| NSZK (FRG)          | 4 | 1  | 1 | 2 | 10 | 10 | 0   | 3 |
| Belgium (BEL)       | 4 | 1  | 0 | 3 | 5  | 15 | –10 | 2 |

| 1976. július 18. | Pakisztán (PAK)          | 5 – 0   | Belgium (BEL) |  |
| 1976. július 18. | Rashid 3 Hussain 2 Zaman | (1 – 0) |               |  |

| 1976. július 19. | Pakisztán (PAK) | 2 – 2   | Spanyolország (ESP) |  |
| 1976. július 19. | Zaman Hussain   | (1 – 1) | Amat F. Fábregas    |  |

| 1976. július 21. | Pakisztán (PAK)        | 4 – 2   | NSZK (FRG)    |  |
| 1976. július 21. | Zaman 2 Hussain Sheikh | (2 – 1) | Peter Seifert |  |

| 1976. július 24. | Pakisztán (PAK)          | 5 – 2   | Új-Zéland (NZL) |  |
| 1976. július 24. | Zaman 2 Sheikh 2 H. Khan | (4 – 1) | Borren Ineson   |  |

Elődöntő
| 1976. július 28. | Pakisztán (PAK) | 1 – 2   | Ausztrália (AUS) |  |
| 1976. július 28. | Rasool          | (1 – 1) | Irvine Riley     |  |

Bronzmérkőzés
| 1976. július 30. | Hollandia (NED) | 2 – 3   | Pakisztán (PAK)        |  |
| 1976. július 30. | Litjens 2       | (1 – 1) | Rasool Hussain H. Khan |  |

| Csapat          | Helyezés |
| --------------- | -------- |
| Pakisztán (PAK) |          |

## Ökölvívás
| Versenyző      | Versenyszám | Selejtező         | 32-es főtábla                  | Nyolcaddöntő      | Negyeddöntő                | Elődöntő          | Döntő             | Helyezés |
| Versenyző      | Versenyszám | Ellenfél Eredmény | Ellenfél Eredmény              | Ellenfél Eredmény | Ellenfél Eredmény          | Ellenfél Eredmény | Ellenfél Eredmény | Helyezés |
| -------------- | ----------- | ----------------- | ------------------------------ | ----------------- | -------------------------- | ----------------- | ----------------- | -------- |
| Muhammad Sadiq | Légsúly     | erőnyerő          | Giovanni Camputaro (ITA) · 0-5 | kiesett           | kiesett                    | kiesett           | kiesett           | 16.      |
| Siraj Din      | Középsúly   |                   | Nicolás Arredondo (MEX) · RSC  | erőnyerő          | Rufat Riszkijev (URS) · KO | kiesett           | kiesett           | 5.       |

## Súlyemelés
| Versenyző             | Versenyszám | Szakítás | Szakítás | Lökés    | Lökés    | Összesen | Helyezés |
| Versenyző             | Versenyszám | Eredmény | Helyezés | Eredmény | Helyezés | Összesen | Helyezés |
| --------------------- | ----------- | -------- | -------- | -------- | -------- | -------- | -------- |
| Muhammad Manzoor      | 56 kg       | 95,0     | 15.      | 130,0    | 11.      | 225,0    | 11.      |
| Mohammad Malik Arshad | 75 kg       | 122,5    | 16.      | 160,0    | 14.      | 282,5    | 15.      |